# Núi Achibakh
Achibakh hay Achibakhi (tiếng Gruzia: აჩიბახი) là một ngọn núi ở Abkhazia, có chiều cao 2376 mét. Achibakh là đỉnh núi cao nhất của cao nguyên Rykhva. Trên bản đồ Abkhazia, do Hiệp hội Địa lý Abkhazia phát hành năm 2009, ngọn núi có tên là Arttara.

## Địa lý
Achibakh là một ngọn núi đá vôi nhô lên trên những cánh đồng karst, bên trong có nhiều hang động.
Điểm cao nhất ở khu vực lân cận là Đỉnh Agepsta nằm ở phía tây bắc của ngọn núi. 

## Thực vật
Rừng hỗn hợp và hệ thực vật đặc hữu phụ núi cao.